# باغ گیاه‌شناسی چابهار
باغ ملی یا باغ گیاه‌شناسی چابهار از باغ‌های ایرانی منحصر به فردی است که در آن مجموعه متنوعی از گیاهان گوناگون بومی و غیر بومی در فضای باز و گلخانه‌ای نگهداری می‌شود. این باغ نقش مهمی در زمینه‌های گوناگون پژوهشی از جمله علوم گیاهی و باغبانی، آموزش عمومی و آشنا ساختن مردم با گیاهان و لزوم پاسداری از آن‌ها دارد.
باغ گیاه‌شناسی که در نزدیکی چابهار قرار دارد در دهه ۱۳۴۰ ساخته شده و در اوایل دهه ۱۳۵۰ گشایش یافته‌است. در سال‌های میانی دهه ۱۳۸۰ این باغ به دانشگاه علمی و کاربردی به عنوان زیرمجموعهٔ دانشگاه بین‌المللی چابهار برای ایجاد رشته‌های مرتبط تبدیل شده‌است.
این باغ گیاهان که در روستای باستانی تیس و درون منطقهٔ آزاد تجاری-صنعتی چابهار قرار گرفته‌است دارای گونه‌های گیاهی منحصر به فردی در ایران و منطقه است و دیدار از آن برای مردم آزاد است.